# Zander Clark
Zander Clark, właśc. Alexander Clark (ur. 26 czerwca 1992 w Glasgow) – szkocki piłkarz grający na pozycji bramkarza w szkockim klubie Heart of Midlothian oraz reprezentacji Szkocji. Uczestnik Mistrzostw Europy 2024.